# Castelo de Liechtenstein

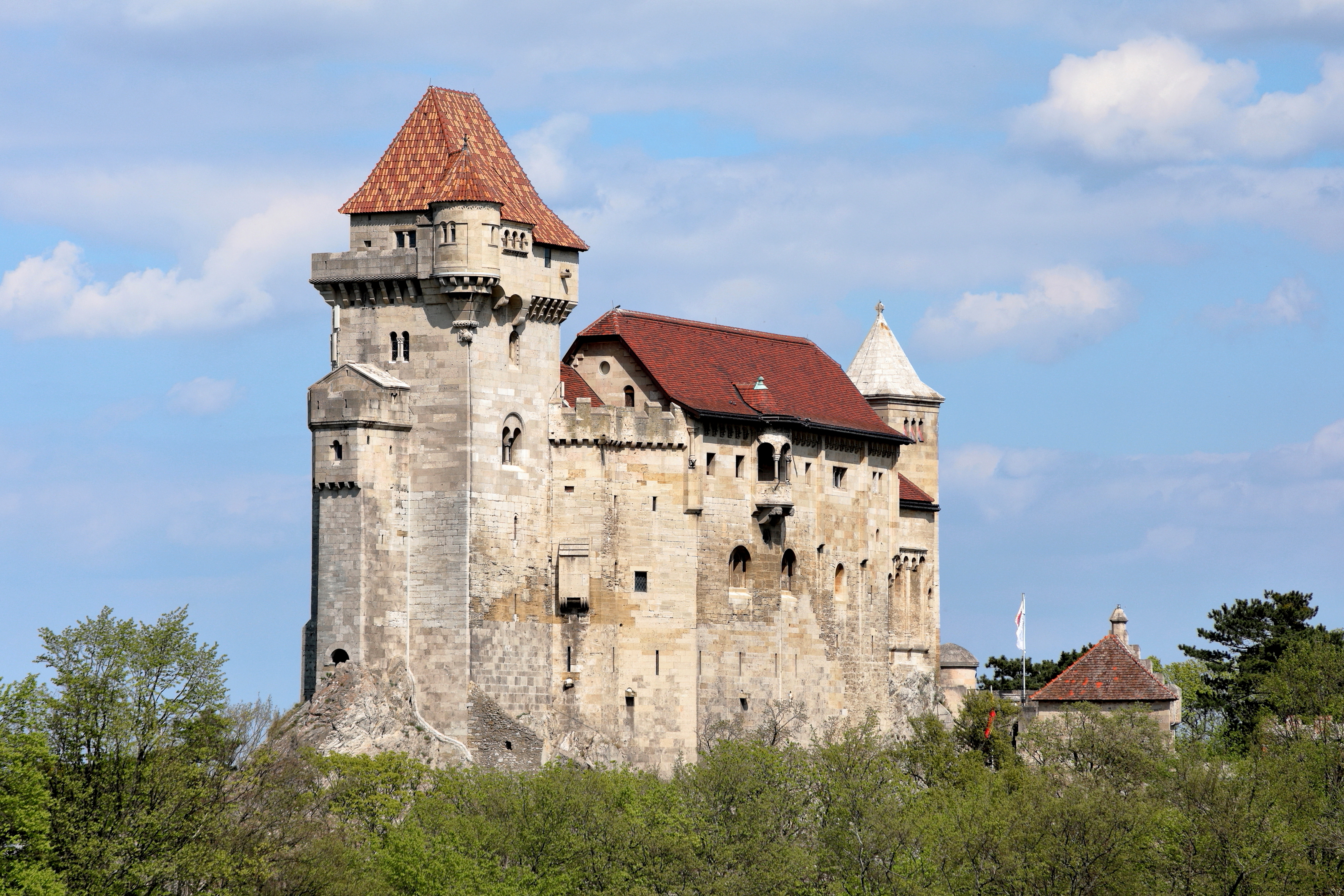
O Castelo de Liechtenstein, na Áustria.

O Castelo de Liechtenstein (em alemão: "Burg Liechtenstein") localiza-se ao sul de Viena, na Áustria.

## História
A primitiva estrutura deste castelo remonta ao século XII, tendo o mesmo sido arrasado pelos turcos otomanos em duas ocasiões: em 1529 e 1683.
A estrutura permaneceu em ruínas até 1884, ano da sua reconstrução.
A família proprietária, a Casa de Liechtenstein, que recebeu o nome do castelo (em alemão "Liechtenstein" significa "pedra brilhante"), foi, em 1719, a fundadora do principado de Liechtenstein. O seu actual soberano é Sua Alteza Sereníssima o Príncipe Hans-Adam II de Liechtenstein.